# Ignacio Cepeda Dávila
Ignacio Cepeda Dávila (Arteaga, Coahuila; 24 de noviembre de 1904 - Saltillo, Coahuila; 22 de julio de 1947) fue un político mexicano, revolucionario y Gobernador de Coahuila, miembro del Partido Revolucionario Institucional. Hijo del ilustre revolucionario Abraham Cepeda y María del Refugio Dávila.

## Biografía
Los estudios elementales los hizo en la escuela Anexa a la Normal, en Saltillo. Su padre acompañó a Francisco I. Madero y posteriormente a Venustiano Carranza en la gesta de la Revolución Mexicana; al fallecer don Abraham en Xochimilco el 31 de diciembre de 1915, Cepeda Dávila, a la edad de once años se hizo cargo de la familia iniciándose como agricultor en la Sierra de Arteaga. Fue elegido presidente municipal de Arteaga para el periodo 1931-1933. 

## Trayectoria profesional
Diputado por la XXXV Legislatura del Estado (1941-1943). Triunfó en las elecciones municipales convirtiéndose en presidente municipal de Saltillo a partir de 1943. Atendió con esmero los servicios públicos y organizó el Segundo Congreso de Ayuntamientos del estado de Coahuila. El ayuntamiento por él presidido colaboró para que Saltillo fuera sede del Congreso Nacional de Educación Normal en 1944. 
Gobernador Constitucional del Estado de Coahuila, tomó posesión el 1 de diciembre de 1945 iniciando una administración que fue ejemplo de trabajo honesto y responsable. Consignó a funcionarios que se apartaron de su línea de conducta. Inició obras tan importantes como el Hospital Civil de Saltillo, los estudios para la construcción de la Carretera Federal 57, el campo de aviación de Saltillo, obras de irrigación en todo el estado, la pavimentación de las carreteras Zapata-Viesca y Nueva Rosita-Múzquiz. Se inició industrialización de Saltillo con el establecimiento en 1947 de la empresa Internacional Harvester; estabilizó la reforma agraria y dio aliento a las actividades agropecuarias. Firmó el primer convenio con el Instituto Federal de Capacitación del Magisterio distribuyendo por primera vez libros gratuitos a niños coahuilenses. Creó la Escuela Femenil y construyó el edificio destinado a la Universidad de Coahuila, ocupado posteriormente por el Instituto Tecnológico de Saltillo. 
Se enfrentó de forma frontal con el grupo político que encabezaba el nuevo presidente Miguel Alemán Valdés, y sus representantes en Coahuila, con quienes nunca tuvo buena relación. El 22 de julio de 1947 se suicidó, causando una gran impresión no solo en Coahuila sino en todo el país, los motivos que tuvo para quitarse la vida nunca ha sido aclarados del todo, el trasfondo político en el hecho siempre ha estado presente.